# Tržić Tounjski
Tržić Tounjski – wieś w Chorwacji, w żupanii karlowackiej, w gminie Tounj. W 2011 roku liczyła 18 mieszkańców.